# Traian (Bacău)
Traian é uma comuna romena localizada no distrito de Bacău, na região de Moldávia. A comuna possui uma área de 35.80 km² e sua população era de 2952 habitantes segundo o censo de 2007.